# Bua
Bua é uma das três províncias da Divisão do Norte, das Fiji. Faz parte da ilha de Vanua Levu.